# Laguna Huacarpay

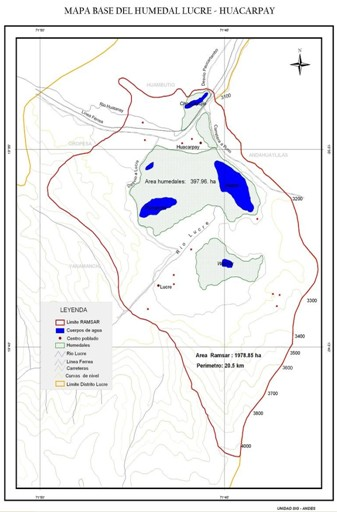
Karte

Die Laguna Huacarpay (Quechua: Wakarpay qucha) ist ein See in den Anden Südamerikas in Peru.
Der See ist ca. 2 km lang und ca. 1 km breit und liegt im Distrikt Lucre, Provinz Quispicanchi, in der Region Cusco. Am 23. September 2006 wurde das Feuchtgebiet Lucre – Huacarpay zum Ramsar-Gebiet erklärt. Es zeichnet sich durch seinen Reichtum an Wasservögeln aus. Einige endemische Arten wie Weißhalssylphe (Oreonympha nobilis), Garleppschlüpfer (Asthenes ottonis), Kaiserammerfink (Poospiza caesar) und zahlreiche andere Arten wie Aplomadofalke (Falco femoralis), Wanderfalke (Falco peregrinus) und Jabiru (Jabiru mycteria) finden hier ein Rückzugsgebiet.

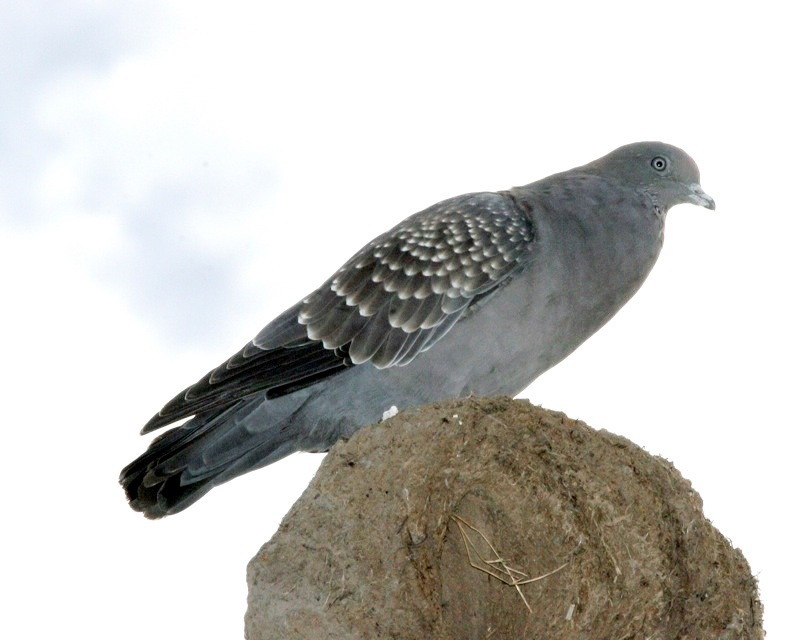
Fleckentaube (Patagioenas maculosa)
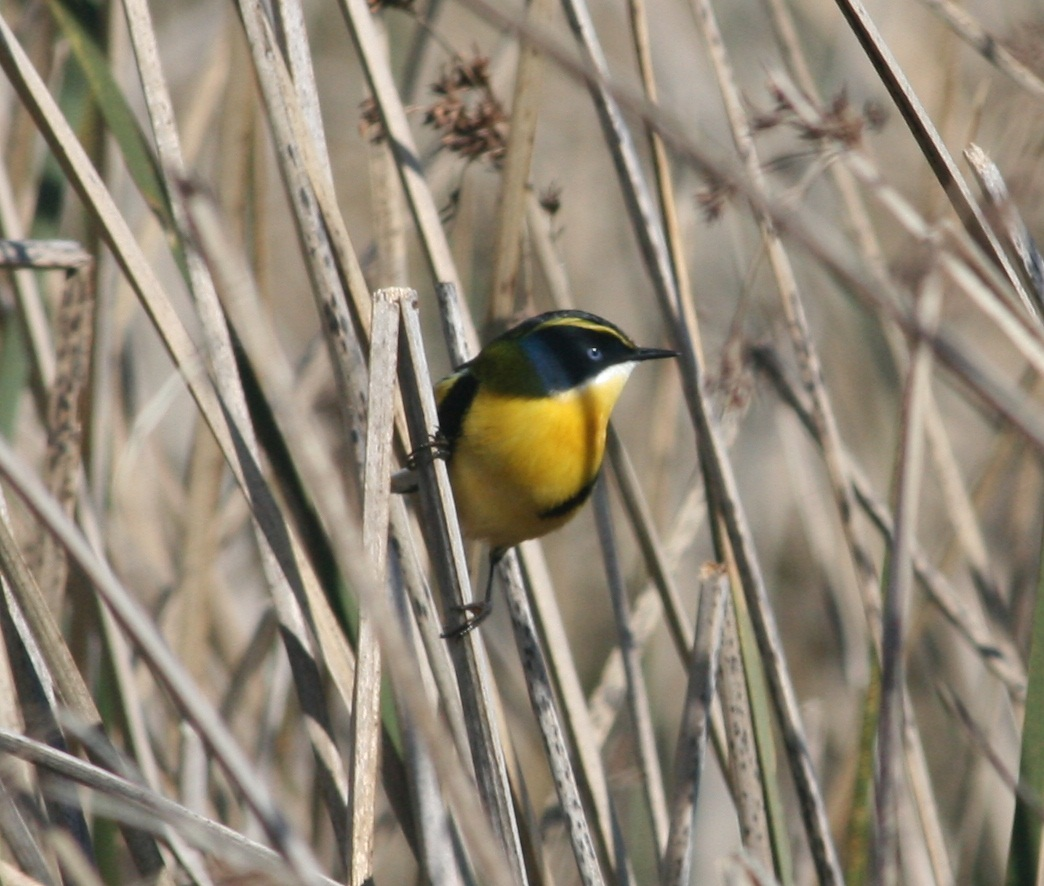
Prachttachuri (Tachuris rubrigastra)
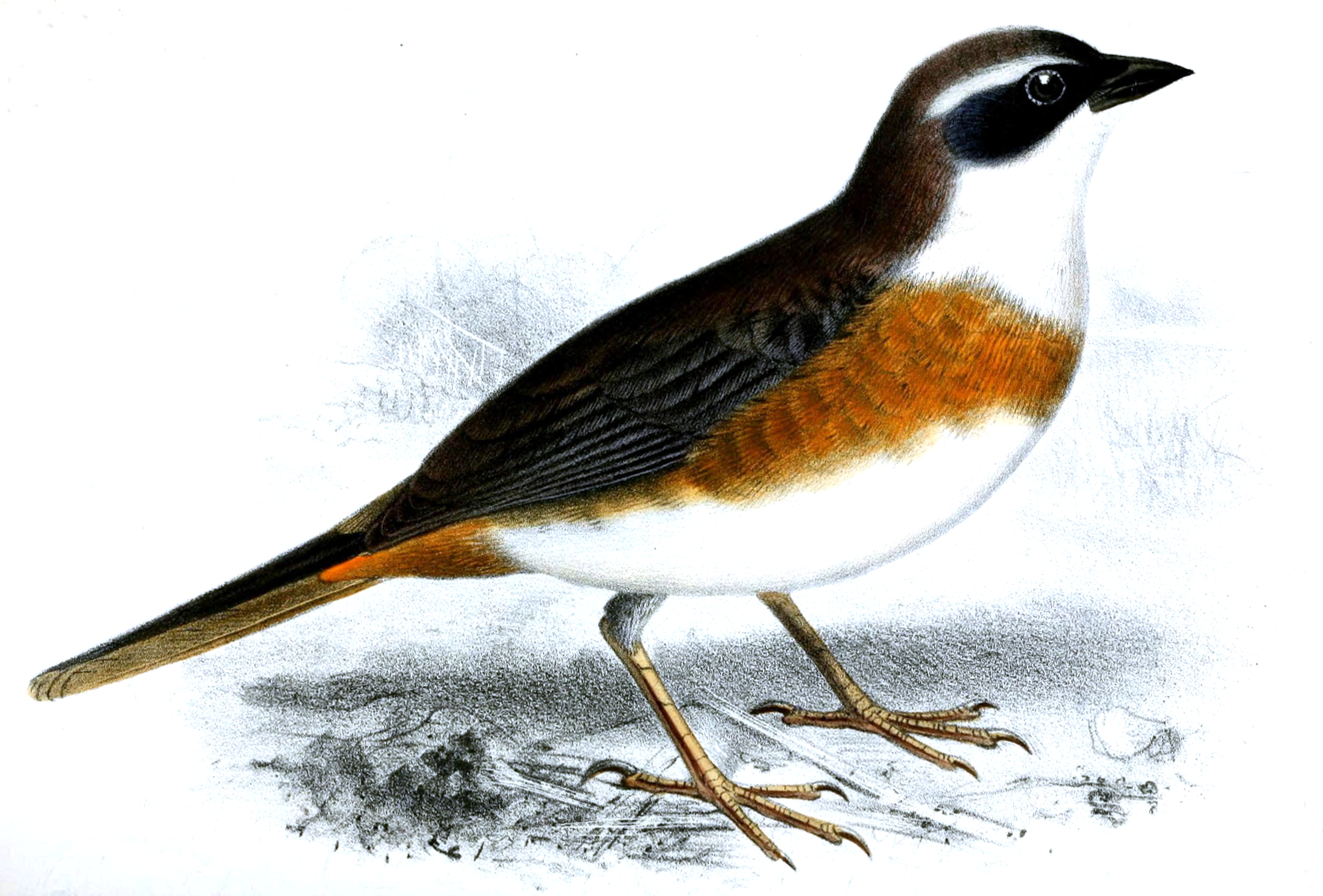
Kaiserammerfink (Poospiza caesar)

Die Artenvielfalt und das Landschaftsbild sind jedoch auf Grund menschlicher Eingriffe wie Abholzung, Wasserverschmutzung, Übernutzung und Überjagung gefährdet.
Der See befindet sich etwa 25 km entfernt von der historischen Stadt Cusco im archäologischen Park von Pikillaqta. So besteht für die Zone ein großes ökotouristisches Potential. Darauf, in enger Zusammenarbeit mit der einheimischen Bevölkerung zum Schutz der Natur, zielt das Projekt zur Erhaltung und nachhaltigen Entwicklung der Laguna Wacarpay (Proyecto de Conservación y Desarrollo Sostenible de la Laguna de Wacarpay).